# Лети зі мною
«Лети зі мною» (фр. Envole-moi) — французько-італійська кінокомедія 2021 року. Режисером виступив Крістоф Барратьє; сценаристами — Крістоф Барратьє та Матьє Делапорт, продюсерами — Александр де Ла Пательєр, Дімітрі Рассам та Матьє Делапорт.
Цей фільм є адаптацією німецького фільму 2017 року "Це кляте серце", створеного на основі роману "Це дурне серце: про сміливість мріяти" (нім. Dieses bescheuerte Herz: Über den Mut zu träumen) Ларса Аменда та Деніела Майєра.
Світова прем'єра відбулася 19 травня 2021 року, в Україні — 28 липня 2022 року.

## Про фільм
Молодий мажор проводить ночі в клубах, а днями спить. Його батько, втомившись від синових витівок, примушує сина піклуватися про одного зі своїх пацієнтів, 12-річного Маркуса. Коли доля зіштовхне їх, життя обидвох зміняться назавжди.

## Знімались
| Актор             | Роль                 |
| ----------------- | -------------------- |
| Віктор Бельмондо  | Томас Рейнхард       |
| Жерар Ланвен      | доктор Анрі Рейнхард |
| Орнелла Флері     | Джулі                |
| Марі-Сона Конде   | Маісса               |
| Франсуа Бурелу    | містер Рув'є         |
| Жан-Луї Барселона | Жан-Луї              |